# Naturschutzgebiet Oelbachtal
Das Naturschutzgebiet Oelbachtal liegt im Dortmunder Stadtbezirk Lütgendortmund in Nordrhein-Westfalen, Deutschland. Es umfasst 21,8 Hektar und befindet sich an der Ortsgrenze zu Bochum-Harpen mit direktem Anschluss an das 30 Hektar große Naturschutzgebiet Oberes Oelbachtal (BO-004).
Das Naturschutzgebiet „Oelbachtal“ wurde am 19. Juni 1986 durch eine einstweilige Sicherstellung von der Bezirksregierung Arnsberg ausgewiesen. Am 19. Januar 1996 wurde es in den Landschaftsplan Dortmund-Mitte aufgenommen.

## Beschreibung
Das Naturschutzgebiet befindet sich in der Talaue eines Baches mit vielen verschiedenen Namen. Im Oberlauf vereinigen sich der Langendreerbach mit dem Harpener Bach zum Oelbach. Dieser mündet in die Ruhr. Historische Namen für den Oelbach waren aber auch Meeßbach, Blennebach, Mühlenbach, Sprikel, Wiescherbach, Dorfbach, Hevener Bach oder Aulbach. Der abgeleitete Name Ahl bzw. Uhl hat in etwa die Bedeutung von Sumpf. Das Naturschutzgebiet Oelbachtal ist ein sehr strukturenreiches Naturschutzgebiet mit den unterschiedlichsten Vegetationstypen. Neben Laubwald gibt es Einzelgehölze und Gehölzstreifen. Grünland wird eingerahmt von Waldsäumen, mit eingelagerten Tümpeln und Teichen, umsäumt von Röhricht sowie dem Oelbach und seinen Nebengewässern.
In diesem strukturreichen Lebensraum leben und brüten über 40 Vogelarten, darunter Zaunkönig, Baumfalke, Heckenbraunelle, Fasan, Wasserralle, Braunkehlchen, Feldschwirl, Kuckuck, Gelbspötter, Zilpzalp, Fitis und  Buntspecht. Durch die sumpfigen Feuchtwiesen, die Teiche und Wasserläufe ist auch der Artenreichtum der Amphibien sehr ausgeprägt. Neben Bergmolch, Teichmolch, Erdkröte, Grasfrosch und Teichfrosch bietet das Naturschutzgebiet Lebensraum für Blindschleiche und Waldeidechse. Außergewöhnlich ist ein Vorkommen der Teichmuschel.
Probleme des sehr schmalen Naturschutzgebietes ist die zunehmende Abtrocknung der Böden, die Ausbreitung von Hochstauden, insbesondere der Brennnessel sowie der Besucherdruck, vor allem durch Spaziergänger mit Hunden.

## Schutzziele
Schutzziel für das Naturschutzgebiet ist die Erhaltung eines Biotops mit ausgeprägten Feuchtestufen und den umrandenden Lebensräumen. Der vorhandene, offenbar auch genutzte Fischteich sollte naturnäher umgestaltet werden. Der Besucherstrom soll durch Maßnahmen der Besucherlenkung ökologisch verträglicher gestaltet werden, damit Störungen der brütenden Vögel vermieden werden.